# Kamila Glińska-Suchocka
Kamila Glińska-Suchocka – polska lekarz weterynarii, doktor habilitowany nauk weterynaryjnych, profesor na Uniwersytecie Przyrodniczym we Wrocławiu, specjalistka od chorób wewnętrznych zwierząt.

## Kariera naukowa
W 2003 roku na Akademii Rolniczej we Wrocławiu uzyskała tytuł lekarza weterynarii. W 2007 roku na Wydziale Medycyny Weterynaryjnej tej samej uczelni uzyskała stopień doktora nauk weterynaryjnych na podstawie rozprawy pt. Ocena przydatności badania płynu z jamy otrzewnej w ustaleniu przyczyn wodobrzusza u psów, której promotorem był Józef Nicpoń. W tym samym roku została zatrudniona na tejże uczelni, a w 2018 roku uzyskała na jej Wydziale Medycyny Weterynaryjnej stopień doktora habilitowanego nauk weterynaryjnych na podstawie pracy pt. Zastosowanie nowoczesnych, nieinwazyjnych metod w diagnostyce chorób wątroby u zwierząt.